# Alex Krizhevsky
Alex Krizhevsky est un informaticien canadien d'origine ukrainienne, connu pour ses travaux sur les réseaux de neurones artificiels et l'apprentissage profond. 

## Carrière
En 2012, Krizhevsky, Ilya Sutskever et son directeur de thèse Geoffrey Hinton développent à l'Université de Toronto un puissant réseau de reconnaissance visuelle nommé AlexNet, en utilisant seulement deux processeurs graphiques NVIDIA GeForce. Auparavant, les réseaux de neurones étaient formés sur des processeurs. La transition vers les GPU ouvre la voie au développement de modèles d'IA nettement plus avancés. 
AlexNet remporte le défi ImageNet en 2012. Peu de temps après avoir remporté le concours, Krizhevsky et Sutskever vendent leur startup, DNN Research Inc. à Google. Krizhevsky quitte Google en septembre 2017 après avoir perdu intérêt pour son travail. Il rejoint ensuite l'entreprise Dessa pour travailler sur de nouvelles techniques d'apprentissage profond. Bon nombre de ses articles sur l'apprentissage automatique et la vision par ordinateur sont fréquemment cités par d’autres chercheurs. Il est aussi le principal auteur des ensembles de données CIFAR-10 et CIFAR-100,.